# Cryptosphaeria moravica
Cryptosphaeria moravica är en svampart som beskrevs av Petr. & Sacc. 1913. Cryptosphaeria moravica ingår i släktet Cryptosphaeria och familjen Diatrypaceae.   Inga underarter finns listade i Catalogue of Life.
I den svenska databasen Dyntaxa används istället namnet Eutypa petrakii för samma taxon.  Arten är reproducerande i Sverige.